# Фредх, Эмма
Эмма Фредх (швед. Emma Fredh; род. 14 апреля 1990, Бурос) — шведская гребчиха, выступающая за сборную Швеции по академической гребле с 2007 года. Обладательница серебряной медали чемпионата мира, чемпионка Европы, многократная победительница и призёрка первенств национального значения.

## Биография
Эмма Фредх родилась 14 апреля 1990 года в городе Бурос, Швеция.
Впервые заявила о себе на международном уровне в сезоне 2007 года, когда вошла в состав шведской национальной сборной и выступила на юниорском мировом первенстве в Пекине, где в зачёте парных двоек стала 13-й. Год спустя на аналогичных соревнованиях в Линце показала седьмой результат в парных четвёрках.
В 2009 году в парных двойках лёгкого веса финишировала четвёртой на молодёжном мировом первенстве в Рачице. Начиная с этого сезона выступала и среди взрослых спортсменок, в частности дебютировала в Кубке мира.
В 2010 году в лёгких парных двойках была четвёртой на молодёжном мировом первенстве в Бресте.
В 2011 году в лёгких одиночках выиграла бронзовую медаль на этапе Кубка мира в Гамбурге, тогда как в двойках заняла 13-е место на чемпионате мира в Бледе.
На молодёжном мировом первенстве 2012 года в Тракае стала серебряной призёркой в лёгких одиночках, при этом на взрослом чемпионате мира в Пловдиве стала седьмой в четвёрках. Пыталась пройти отбор на Олимпийские игры в Лондоне, но на Олимпийской квалификационной регате FISA в Люцерне в лёгких двойках пришла к финишу лишь шестой.
В 2013 году в парных двойках лёгкого веса была пятой на чемпионате Европы в Севилье и девятой на чемпионате мира в Чхунджу.
В 2014 году в той же дисциплине стала четвёртой на чемпионате Европы в Белграде и девятой на чемпионате мира в Амстердаме.
В 2015 году в лёгких одиночках стала серебряной призёркой на чемпионате Европы в Познани, уступив на финише только британке Имоджен Уолш, в то время как на чемпионате мира в Эгбелете заняла 12-е место в лёгких двойках.
На Европейской и финальной олимпийской квалификационной регате FISA 2016 года в Люцерне финишировала в лёгких парных двойках четвёртой и отбор на Олимпийские игры в Рио-де-Жанейро не прошла. Кроме этого, на чемпионате Европы в Бранденбурге в двойках стала седьмой, а на чемпионате мира в Роттердаме получила серебро в одиночках, пропустив вперёд новозеландку Зои Макбрайд.
В 2017 году на чемпионате Европы в Рачице превзошла всех своих соперниц в одиночках и завоевала золотую медаль, на чемпионате мира в Сарасоте стала пятой.
В 2018 году в той же дисциплине была пятой на чемпионате Европы в Глазго, стартовала на чемпионате мира в Пловдиве.
В 2019 году заняла 13-е место в лёгких парных двойках на чемпионате Европы в Люцерне и в одиночках на чемпионате мира в Оттенсхайме.